# Hippopotamus amphibius
Hippopotame amphibie, Hippopotame commun
Espèce
Statut de conservation UICN

 VU A4cd : Vulnérable
Statut CITES
L'Hippopotame amphibie ou Hippopotame commun (Hippopotamus amphibius) est une espèce de mammifère semi-aquatique d'Afrique subsaharienne et l’une des deux dernières espèces existantes au sein de la famille des Hippopotamidae, l’autre étant l’Hippopotame nain. L'Hippopotame commun est reconnaissable à son buste en forme de baril, sa gueule qu’il peut très largement ouvrir pour révéler de grandes canines, son corps dépourvu de poils, ses membres semblables à des colonnes et leur grande taille ; les adultes pèsent en moyenne 1 500 kg pour les mâles et 1 300 kg pour les femelles, et certains spécimens atteignent jusqu'à 4,5 tonnes, ce qui en fait l’une des espèces de mammifères terrestres les plus imposantes, à égalité avec le rhinocéros blanc mais derrière les trois espèces d’éléphants. Sa hauteur au garrot est d'environ 1,5 m et il peut mesurer 5,2 m de longueur. En dépit de son aspect trapu et de ses courts membres, il serait capable de courir à 30 km/h sur de courtes distances.
L’Hippopotame commun est semi-aquatique, vivant dans les rivières, les lacs et les marais de mangroves, où des mâles territoriaux défendent une portion de rivière et un groupe allant de 5 à 30 femelles et leurs jeunes. Durant la journée, ils restent au frais en séjournant dans l’eau ou la boue ; la reproduction et la naissance ont lieu dans l’eau. Ils en sortent au crépuscule pour manger de l’herbe. Tandis que les hippopotames restent les uns à côté des autres dans l’eau, ils pâturent en solitaire et ne sont pas territoriaux sur terre. En revanche, aux abords de leur habitat aquatique, les mâles délimitent leur territoire en projetant à plusieurs mètres leurs excréments, fèces et urines, en accompagnant leur évacuation d'un rapide mouvement circulaire de leur queue en forme de pinceau.
C'est un animal très agressif et imprévisible, et il est considéré comme un des plus dangereux animaux d’Afrique, il tue des centaines de personnes par an. Néanmoins, il est toujours menacé par la perte de son habitat et le braconnage pour sa viande et l’ivoire de ses canines.

## Description
Les hippopotames font partie des plus grands mammifères terrestres, seulement dépassés en poids par les éléphants. Ils font de 2,09 à 5,05 m de long (y compris la queue, longue de 35 à 56 cm) et 1,50 à 1,65 m de haut, et pèsent de 1 300 à 3 200 kg. Le poids moyen d’un adulte est d’environ 1 500 kg pour les mâles et 1 300 kg pour les femelles[Passage contradictoire],, 
et les plus gros mâles peuvent atteindre plus de 2 000 kg, un individu exceptionnellement lourd ayant même atteint 4 500 kg. Les hippopotames mâles continuent de grossir tout au long de leur vie tandis que les femelles atteignent leur poids maximal à l’âge d’environ 25 ans.

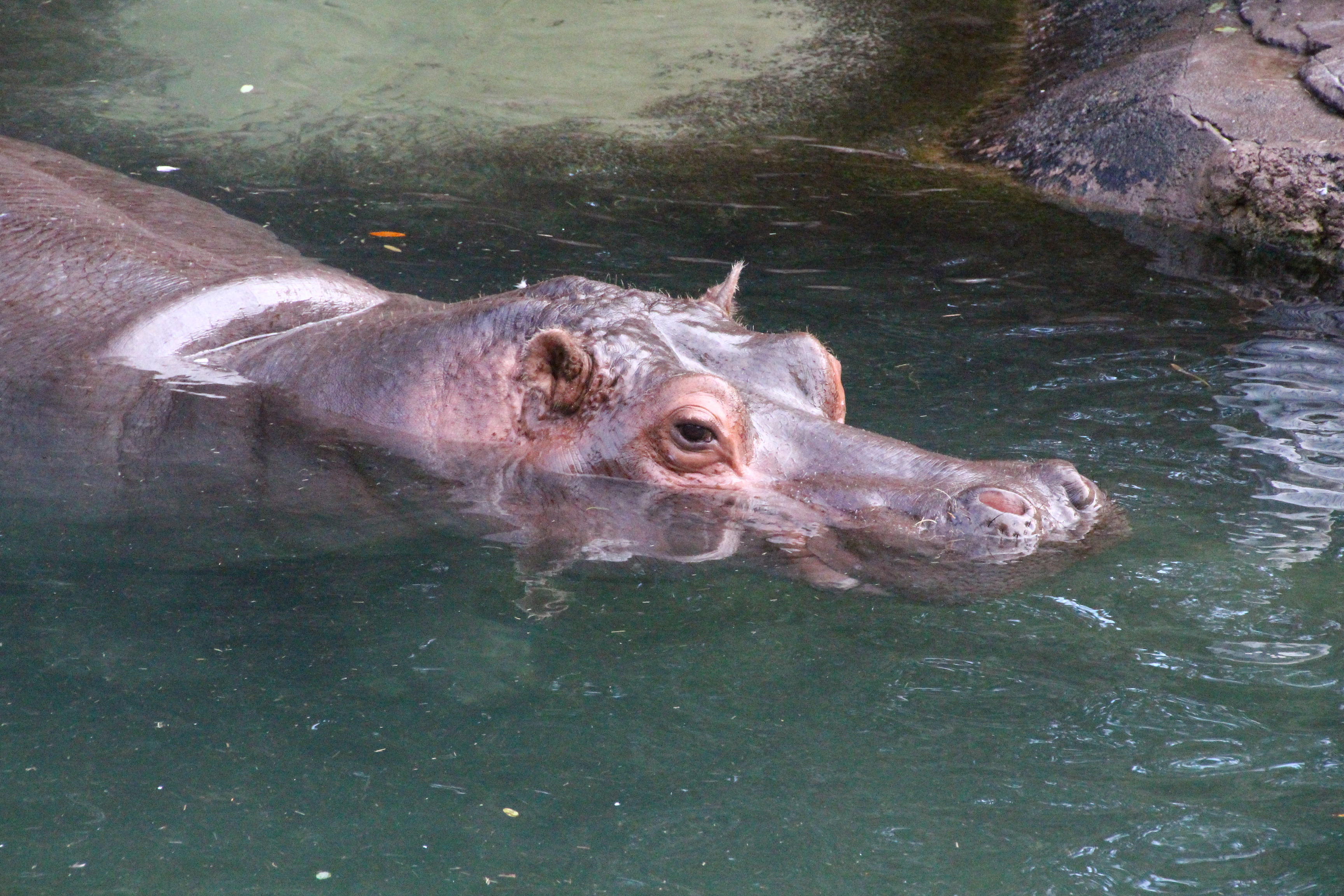
Un hippopotame en grande partie immergé, avec les yeux, les oreilles et les narines hors de l’eau.
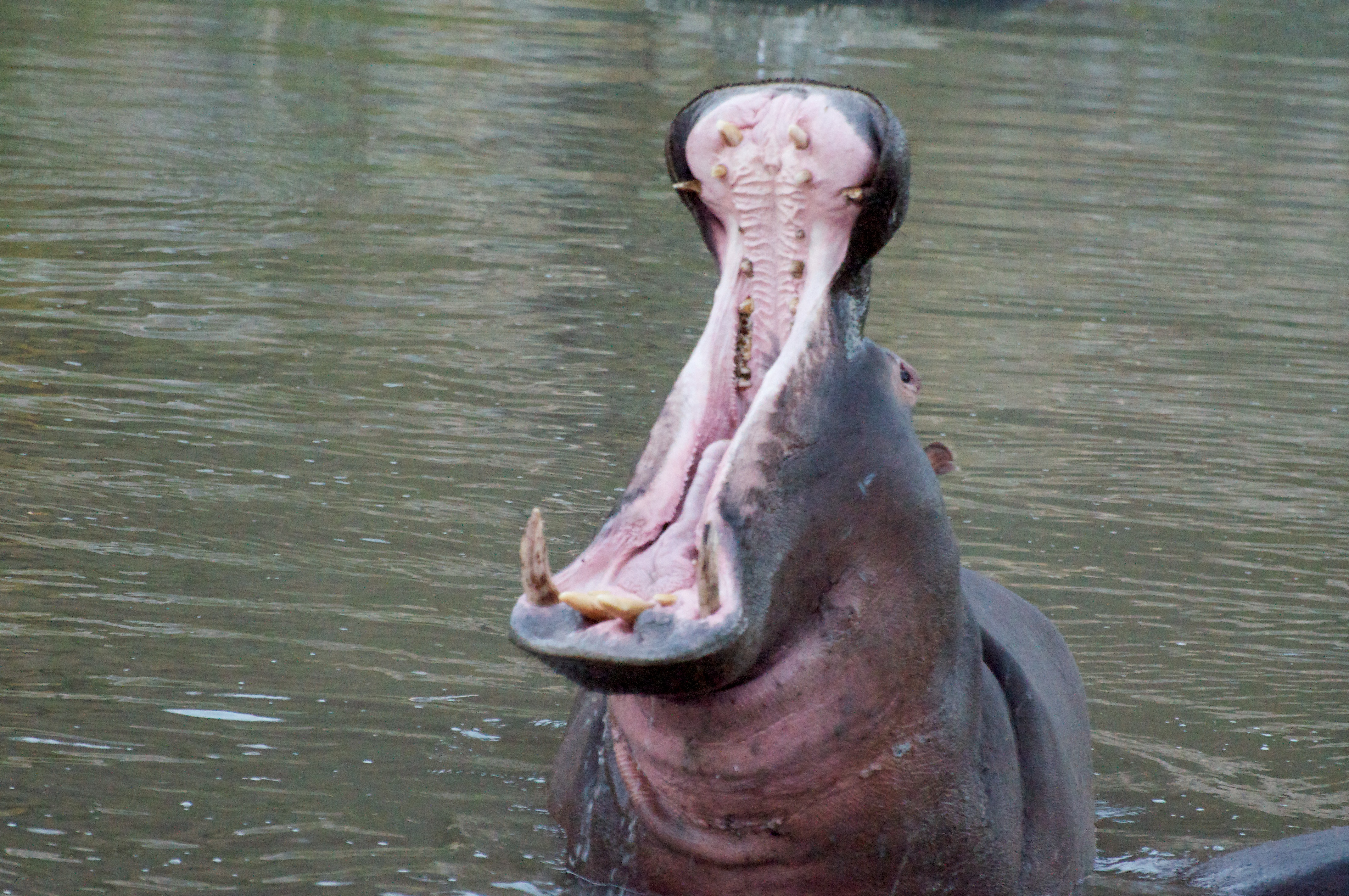
« Bâillement » caractéristique d’un hippopotame.
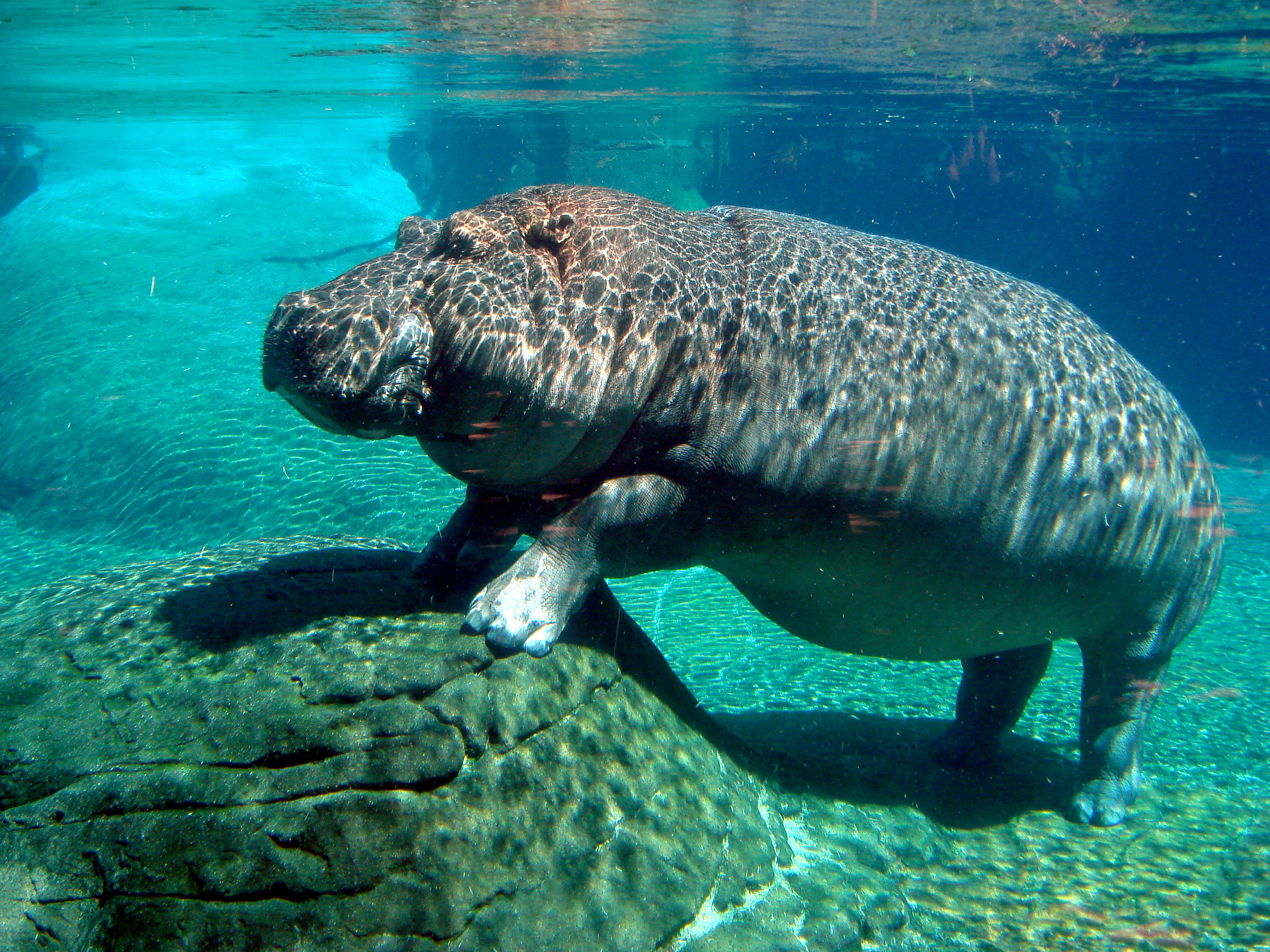
Hippopotame complètement immergé (zoo de San Diego).
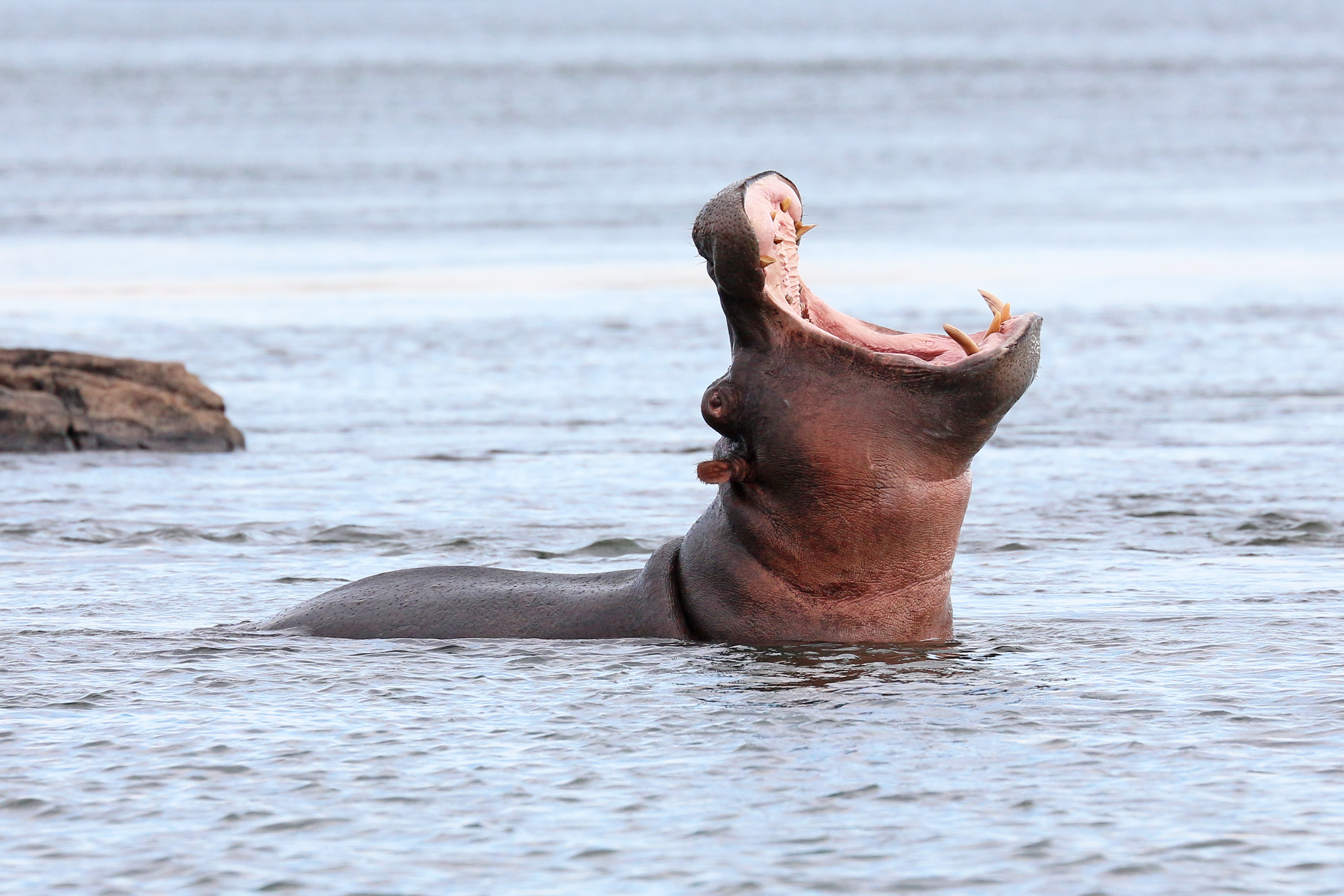
Un Hippopotame dans le Zambèze.

À la différence des autres grands mammifères terrestres, les hippopotames sont semi-aquatiques, et passent la journée dans des lacs ou rivières:3. Les yeux, oreilles et narines des hippopotames sont placés sur le sommet de leur crâne. Cela permet à ces organes de rester à la surface de l’eau tandis que le reste du corps est immergé:259. Leur corps en forme de fût a un squelette adapté à leur énorme poids, favorisant les déplacements terrestres lents:8. Leur densité les autorise à plonger et se mouvoir sur le fond de la rivière. Les hippopotames ont des membres courts (relativement au reste de la mégafaune) car l’eau dans laquelle ils vivent supporte une partie de leur poids. Bien que ce soient des animaux lourds, les hippopotames peuvent courir : une vitesse de 30 km/h aurait été observée, ce chiffre n’ayant cependant pas été confirmé. Ils sont incapables de sauter mais peuvent gravir les rives un peu pentues. En dépit du fait qu’ils sont semi-aquatiques et qu’ils ont les pieds palmés, un hippopotame adulte ne nage pas particulièrement bien et flotte difficilement. On les trouve rarement en eau profonde, et quand c’est le cas ils se déplacent par des bonds successifs tels les marsouins à partir du fond de l’eau:3. Les testicules des mâles ne descendent que partiellement, et ils n’ont pas de scrotum. De plus, le pénis se rétracte à l’intérieur du corps quand il n’est pas en érection. Les parties génitales de la femelle sont particulières car le vagin possède des crêtes et deux grands diverticules dépassant du vestibule vulvaire. Leur fonction exacte est inconnue:28–29.

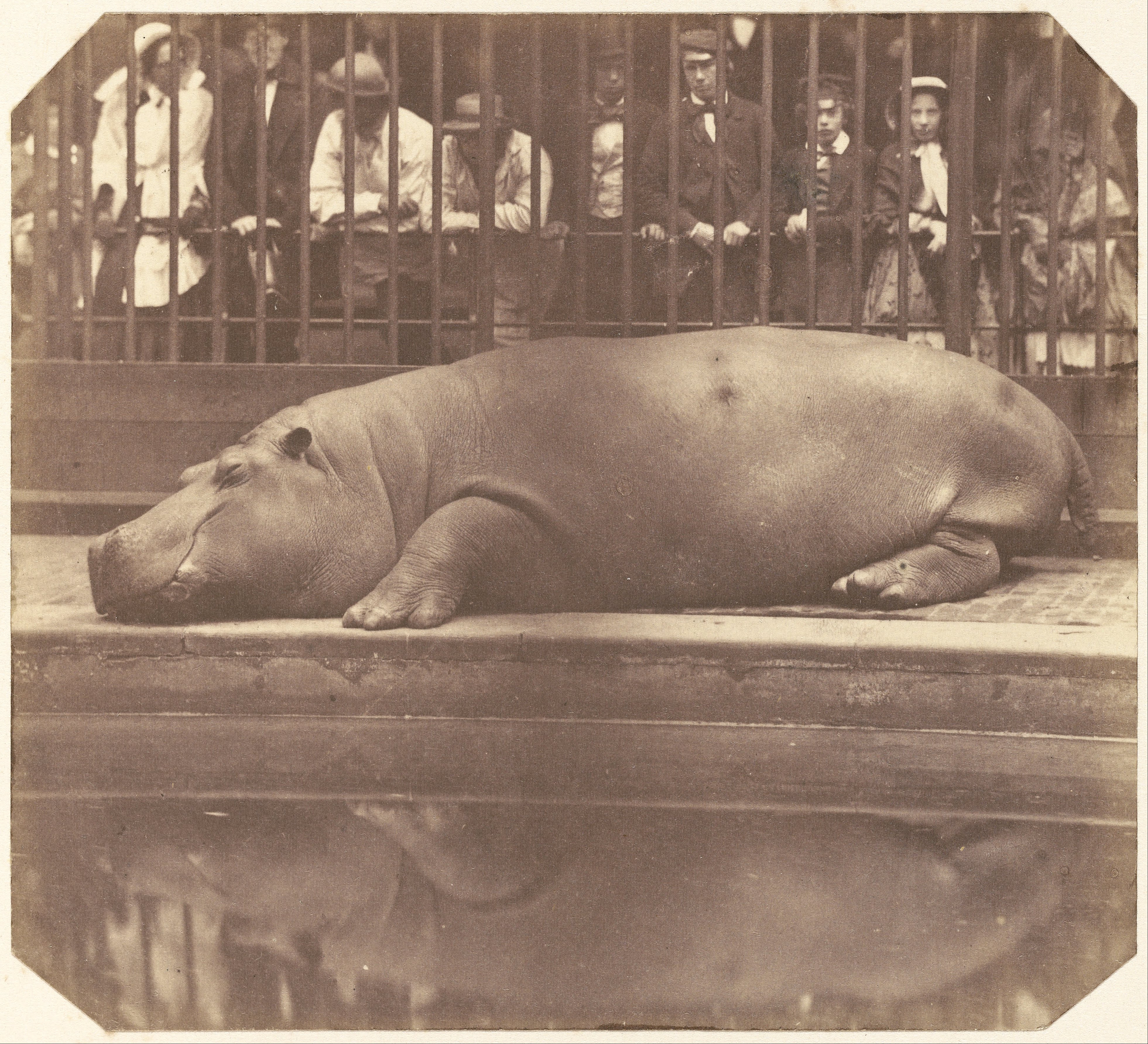
L’une des premières photographies connues d’hippopotame. Elle fut prise en 1854, au zoo de Londres, par le prince Jean de Bourbon, comte de Montizon.

La mâchoire de l’hippopotame est activée par un puissant muscle masséter et un muscle digastrique  bien développé ; le dernier fait une boucle derrière le premier au niveau de l’os hyoïde:259. La charnière de la mâchoire est située suivant loin pour permettre à l’animal d’ouvrir la gueule à presque 180°:17. Le muscle orbiculaire de la bouche se plie légèrement pour permettre à l’hippopotame de pouvoir ouvrir la gueule si grand sans déchirer aucun tissu. Sur le programme télévisé de la National Geographic Channel, Dangerous Encounters with Brady Barr, Dr Brady Barr a mesuré la force de la morsure d’un hippopotame adulte femelle à 8 100 newtons ; Barr a également essayé de mesurer la force de la morsure d’un mâle, mais a dû abandonner à cause de leur agressivité. L'hippopotame a la troisième plus forte morsure du règne animal avec en deuxième le crocodile du Nil et en premier le crocodile marin. Les dents des hippopotames s’aiguisent en se frottant les unes contre les autres. Les canines et incisives inférieures sont nettement plus grandes, notamment chez les mâles. Ainsi les incisives peuvent atteindre quarante cm, tandis que les canines mesurent jusqu’à cinquante cm. Les canines et incisives sont utilisées pour le combat et ne jouent aucun rôle dans l’alimentation. Les hippopotames comptent sur leurs larges lèvres pour brouter l’herbe qui est ensuite écrasée par les molaires:259, 263. L’hippopotame est considéré comme un pseudoruminant ; il a un estomac complexe en trois parties mais ne rumine pas:22.
À la différence de la plupart des animaux semi-aquatiques, les hippopotames ont de très petits poils:260. La peau fait six cm d'épaisseur, ce qui les protège contre leurs congénères et les prédateurs. En revanche, la couche de gras sous-cutané est fine:3. Les parties supérieures des animaux sont gris-violet à bleu-noir, tandis que les parties inférieures et les zones proches des yeux et des oreilles sont rose-brunâtre:260. Pour les protéger encore plus du soleil, comme pour les autres hippopotames, leur peau sécrète une sorte d'écran solaire naturel de couleur rougeâtre appelée parfois « sueur de sang », mais ce n'est en réalité ni du sang, ni de la sueur ; cette coloration est due à l'acide hipposudorique. Cette substance inhibe la croissance des bactéries pathogènes ; de plus, l’absorption des deux pigments culmine dans le spectre ultraviolet, protégeant la peau du soleil. Tous les hippopotames, même ceux qui ont une alimentation différente, sécrètent ces pigments, donc ils ne semblent pas être issus de leur alimentation. Ils les synthétisent en réalité à partir de précurseurs comme l’acide aminé tyrosine. Néanmoins, cette protection solaire naturelle n'empêche pas la peau de ces animaux de se craqueler s'ils restent trop longtemps hors de l'eau.
La longévité moyenne d’un hippopotame est généralement comprise entre quarante et cinquante ans:277. En captivité, plusieurs individus ont atteint des records de longévité, comme Tanga du Zoo de Munich (Allemagne) morte en 1995 à 61 ans, Donna du Mesker Park Zoo and Botanic Garden (en) (Indiana, États-Unis), morte en 2012 à l’âge de 61 ans, ou plus récemment Bertha du Zoo de Manille (Philippines), morte en 2017 à 65 ans.

## Écologie et comportement

### Alimentation

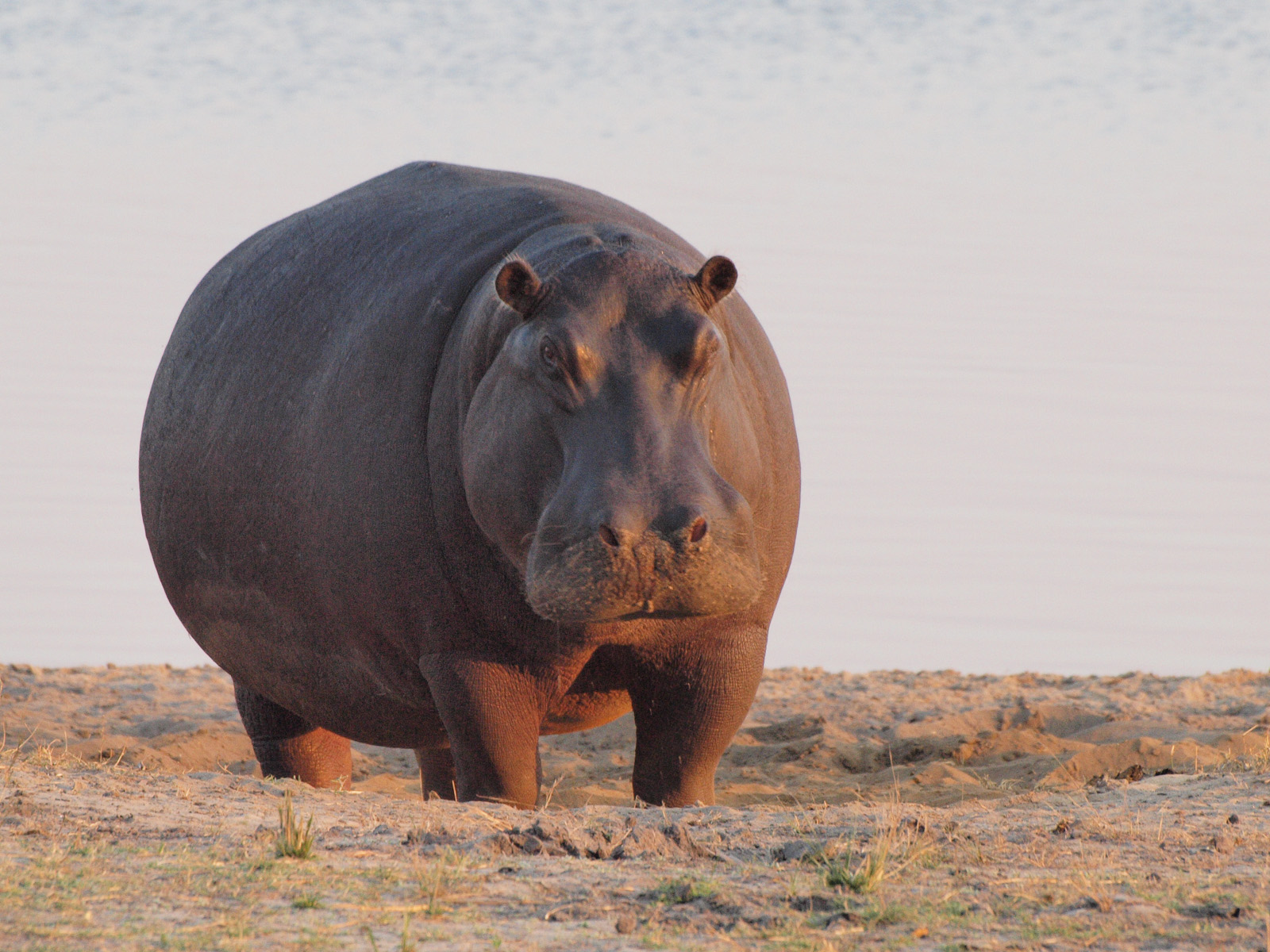
Un hippopotame en dehors de l’eau juste après le lever du soleil.

Ils broutent durant quatre à cinq heures et peuvent consommer 68 kg d’herbe chaque nuit. Comme presque tous les herbivores, ils consomment d’autres plantes si elles se présentent à eux, mais leur régime alimentaire est constitué presque intégralement d’herbe, avec seulement une petite consommation de plantes aquatiques. Les hippopotames naissent avec des intestins stériles, et ont besoin de bactéries pour digérer leur alimentation, et ils les obtiennent par le biais des fèces de leurs mères. À de très rares occasions, des hippopotames ont été filmés en train de manger des charognes. Il y a quelques autres cas répertoriés d’individus consommant de la viande, de comportements de cannibalisme ou de prédation. Mais l’anatomie de l’estomac d’un hippopotame n’est pas adaptée à un régime carnivore et ce comportement est anormal. Il peut être causé par une carence nutritionnelle:84.
Les défécations des hippopotames créent des dépôts allochtones de matière organique le long du lit des rivières. On ne sait pas si ces dépôts ont une utilité écologique. Une étude de 2015 suggère que les bouses d’hippopotames fournissent des nutriments provenant de matériaux terrestres aux poissons et aux invertébrés aquatiques. Du fait de leur taille et de leur habitude à prendre toujours le même chemin pour aller se nourrir, les hippopotames peuvent avoir un impact significatif sur les terres qu’ils traversent, compressant le sol et empêchant la végétation de pousser. Sur une longue période, les hippopotames peuvent dévier les chemins dans les marais ou les canaux. Les hippopotames adultes se déplacent à une vitesse de 8 km/h dans l’eau ; faisant généralement surface pour respirer toutes les cinq minutes:4. Le procédé de refaire surface et respirer est automatique, et un hippopotame qui dort sous l’eau se soulève et respire sans marcher. Les hippopotames ferment leurs narines quand ils sont immergés dans l’eau. Comme pour les poissons et les tortues sur les récifs de coraux, les hippopotames se rendent occasionnellement dans des stations de nettoyage et signalent, en ouvrant grand leur gueule, qu’ils sont prêts à être débarrassés de leurs parasites par certaines espèces de poissons. Il s’agit d’un exemple de mutualisme dans lequel l’hippopotame bénéficie du nettoyage, tandis que le poisson se nourrit.

### Organisation et comportement sociaux

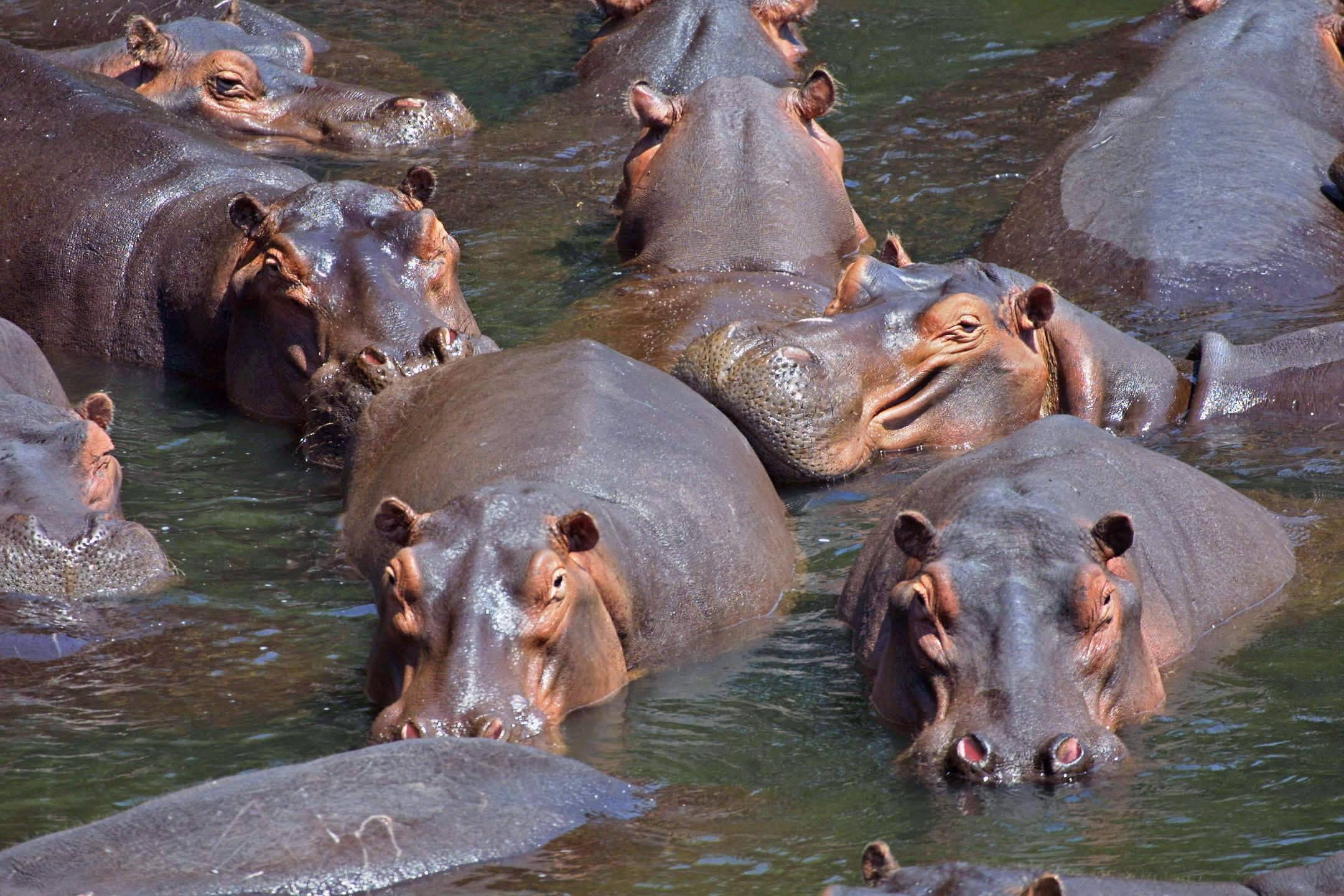
Un troupeau d’hippopotames.

Il a longtemps été difficile d’étudier les interactions entre les hippopotames mâles et femelles car il n’y a pas de dimorphisme sexuel chez l’hippopotame ; ainsi les femelles et les jeunes mâles sont quasiment impossibles à distinguer dans la nature. Bien que les hippopotames se couchent dans l’eau près les uns des autres, il ne semble pas y avoir de liens sociaux bien marqués entre les animaux, mis à part les mères et leurs filles, et ce ne sont pas des animaux sociaux. On ne sait pas exactement pourquoi ils se regroupent en troupeaux:49. Les hippopotames sont territoriaux uniquement dans l’eau, et un mâle reproducteur a la maîtrise d’une petite étendue de rivière, d’en moyenne 250 m de long, et comprenant une dizaine de femelles. Les plus grands troupeaux peuvent comprendre plus de 100 hippopotames:50. Les jeunes mâles immatures sont tolérés dans les territoires de mâles dominants, du moment qu’ils demeurent soumis. Le territoire des mâles sert à établir des règles au niveau de la reproduction. Au sein des troupeaux, les hippopotames ont tendance à se regrouper par sexe. Les jeunes mâles vivent à côté d’autres jeunes mâles, les femelles avec les autres femelles, et le mâle dominant est à part. Quand les hippopotames sortent de l’eau pour aller brouter, ils le font individuellement:4.
Les hippopotames communiquent par leurs cris, à travers des grognements et des beuglements, et peuvent pratiquer l’écholocalisation, mais le but de celle-ci reste inconnu. Les hippopotames ont la capacité unique de sortir partiellement leur tête au-dessus de l’eau et d’émettre un cri à la fois à travers l’air et l’eau ; que les individus situés dans l’eau ou au-dessus peuvent entendre.

#### Agressivité

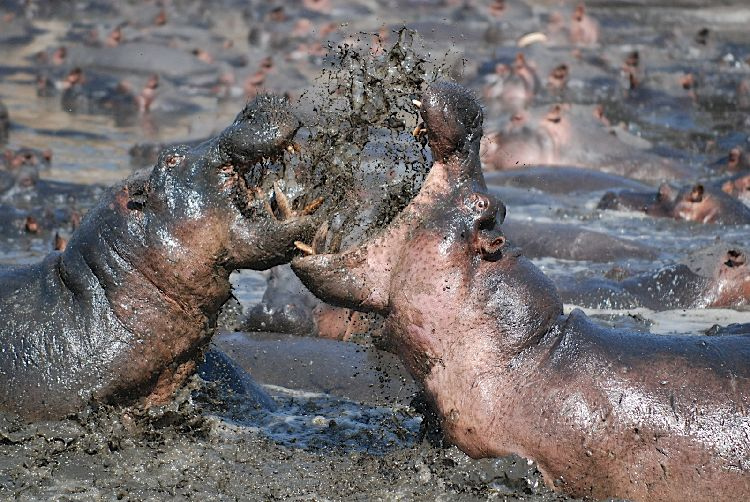
Hippopotames mâles se battant.

Les hippopotames sont des animaux agressifs. Les hippopotames qui s’attaquent à d’autres animaux sont souvent des mâles territoriaux ou des femelles protégeant leurs petits. Les hippopotames coexistent avec une variété de grands prédateurs. Les crocodiles du Nil, les lions et les hyènes tachetées s’attaquent notamment aux jeunes:273:118. Toutefois, du fait de leur agressivité et de leur taille, les adultes n’ont généralement pas de prédateurs. Des cas de grands lions ou de groupes de crocodiles du Nil s’en prenant avec succès à un hippopotame adulte ont été recensés ; toutefois il s’agit de cas exceptionnels,. Les crocodiles font souvent l’objet d’agression par les hippopotames, car ils vivent dans le même habitat dans la zone riparienne ; les hippopotames peuvent donc chasser ou même tuer ces animaux. Les hippopotames sont également très agressifs envers les humains, qu’ils attaquent parfois qu’ils soient en bateau ou sur terre, communément sans aucune provocation apparente, et ils ont la réputation d’être parmi les animaux les plus dangereux d’Afrique,.
Les hippopotames marquent leur territoire en déféquant. Tandis qu’ils déposent leurs fèces, les hippopotames secouent leur queue pour écarter leurs excréments sur une plus grande surface. Les hippopotames peuvent ouvrir grand la gueule pour menacer un adversaire. Quand ils se battent, les hippopotames mâles utilisent leurs incisives pour bloquer les attaques de leur adversaire, et leurs grandes canines pour leur apposer des blessures:260. Quand la population d’hippopotames devient trop importante ou que l’habitat se réduit, les mâles dominants peuvent procéder à des infanticides, mais ce comportement n’est pas courant dans des conditions normales. Des cas de cannibalisme ont déjà été observés chez cette espèce, mais ce comportement est généralement le fait d’hippopotames affligés ou malades:82–83.

### Cycle de vie et reproduction

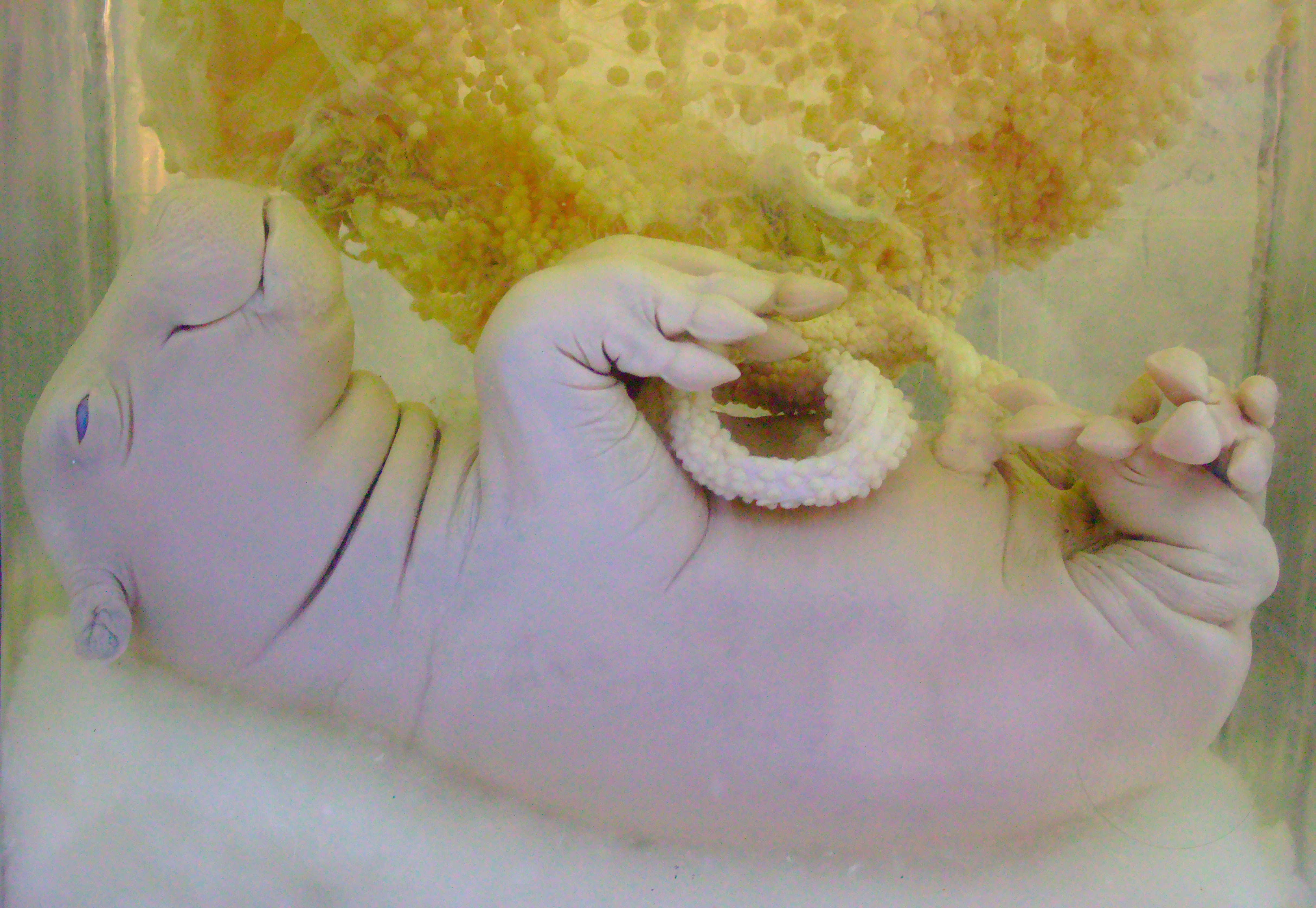
Fœtus d’hippopotame.

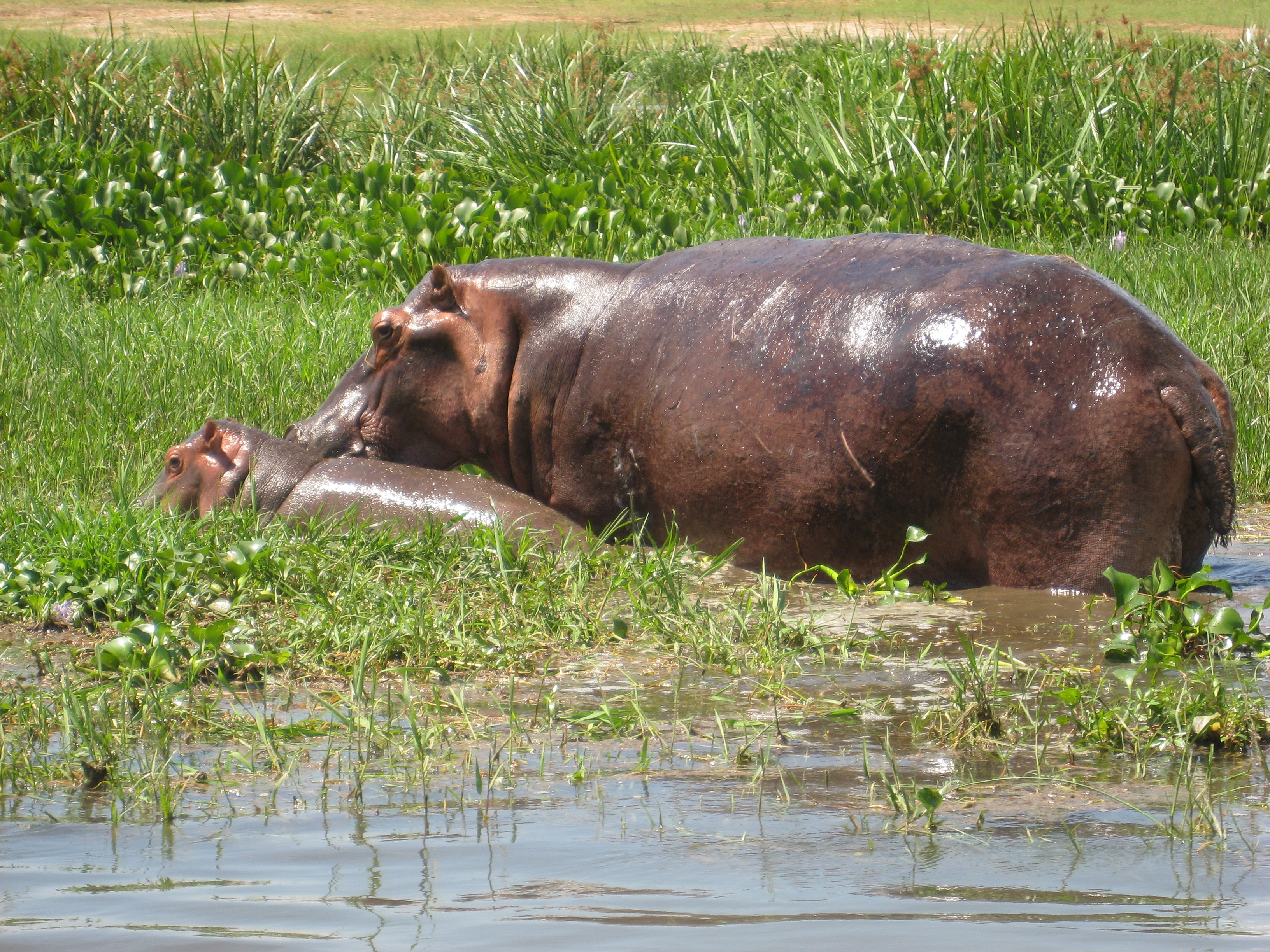
Mère avec un jeune.

La femelle hippopotame atteint la maturité sexuelle à 5 ou 6 ans et a une période de gestation de 8 mois. Une étude du système endocrinien a révélé que les femelles hippopotames pouvaient commencer leur puberté dès 3 ou 4 ans. Les mâles atteignent la maturité à environ 7,5 ans. Une étude sur la reproduction des hippopotames en Ouganda a montré que le pic des accouplements avait lieu durant la fin de la saison humide dans l’été, et que le pic des naissances avait lieu au début de la saison humide à la fin de l’hiver. Cela est lié au cycle ovulatoire de la femelle ; comme pour beaucoup de grands animaux, les spermatozoïdes des hippopotames mâles sont actifs toute la saison. Des études sur les hippopotames menées en Zambie et en Afrique du Sud ont également montré que les naissances avaient lieu au début de la saison humide:60–61. Après être devenue gestante, une femelle hippopotame ne connaît pas d’ovulation avant 17 mois.
L’accouplement a lieu dans l’eau, avec la femelle immergée durant la majeure partie du temps:63, sa tête émergeant périodiquement pour respirer. Les nouveau-nés hippopotames naissent sous l’eau et pèsent entre 25 et 50 kg pour une longueur moyenne de 127 cm, et ils doivent nager vers la surface pour prendre leur premier souffle. Une femelle donne généralement naissance à un seul petit, bien que des cas de jumeaux puissent subvenir. Le jeune se repose souvent sur le dos de sa mère quand l’eau est trop profonde pour eux, et il nage sous l’eau pour téter. Ils tètent sur la terre ferme une fois que la femelle a quitté l’eau. Le sevrage commence vers 6 à 8 mois, et la plupart des jeunes sont totalement sevrés à l’âge d’un an:64. Comme plusieurs autres grands mammifères, les hippopotames sont décrits comme des stratèges K, notamment car les femelles ne donnent naissance qu’à un seul petit bien développé tous les deux ans,.

## Répartition et habitat

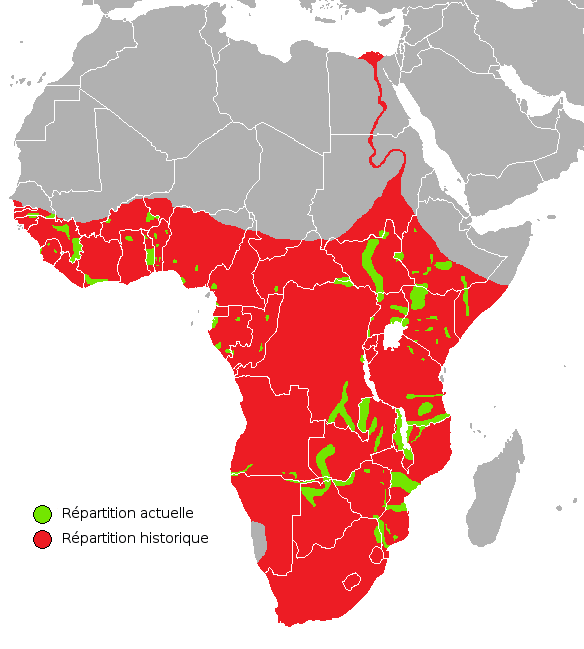
Répartition de l'hippopotame amphibie.

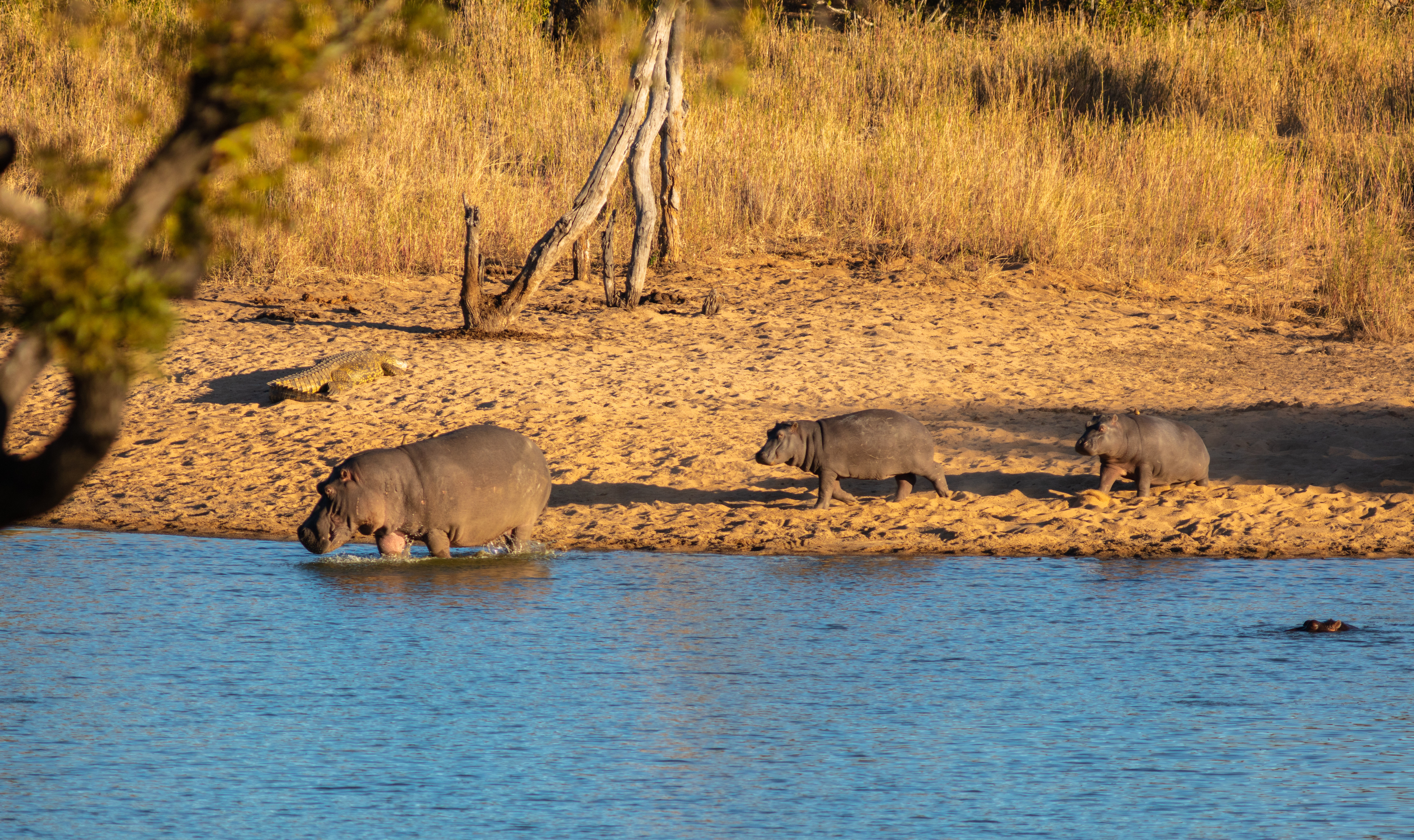
Un groupe d'hippopotames immergés.

L'Hippopotame amphibie était répandu en Afrique du Nord et en Europe durant l’Éémien et la fin du Pléistocène jusqu’à il y a environ 30 000 ans. Des preuves archéologiques ont montré sa présence au Levant, il y a moins de 3 000 ans,. Cette espèce était commune en Égypte dans la région du Nil durant l’Antiquité, mais en a depuis disparu. Pline l'Ancien écrit qu'à son époque le meilleur endroit d'Égypte pour le capturer était dans le nome de Saïs (N.H. 28.121) ; et on pouvait toujours en trouver le long du bras de Damiette après la Conquête arabe (639). Même sur l'île de Malte, à Għar Dalam (la grotte des Ténèbres), des ossements d'hippopotames, dont des hippopotames nains, ont été trouvés, datant d'environ 180 000 ans.
Les hippopotames existent toujours dans les fleuves de l'Ouganda, du Soudan, dans le Nord de la République démocratique du Congo et dans le Nord de l'Éthiopie, dans l'Est de la Gambie et le Sud de l'Afrique (Botswana, en République d'Afrique du Sud, au Zimbabwe, en Zambie). Une population distincte vit en Tanzanie et au Mozambique.
On peut rencontrer les hippopotames dans la savane ou les zones de forêt. Il leur faut un habitat qui présente suffisamment d’eau pour qu’ils puissent s’immerger et de l’herbe à proximité. De grandes densités d’animaux se rencontrent dans les eaux calmes avec des plages fermes à la pente douce. On peut rencontrer quelques mâles dans des eaux plus rapides dans les gorges rocheuses:264. À l’exception de l’alimentation, la plupart de la vie d’un hippopotame se déroule dans l’eau : se battre avec des congénères, s’accoupler, mettre bas. Les hippopotames quittent l’eau au crépuscule et gagnent les terres, pouvant parcourir jusqu’à 10 km, pour pâturer des pelouses courtes, leur principale source de nourriture.

## Étymologie et dénomination
Le mot « hippopotame » vient de l’ancien grec ἱπποπόταμος, hippopotamos, dérivé des mots ἵππος, hippos, signifiant « cheval », et ποταμός, potamos, signifiant « rivière », et ce nom signifie donc littéralement « cheval de rivière »,.
En Afrique, les hippopotames sont connus sous diverses appellations, dont seekoei (Afrikaans), mvuvu (Venda), kubu (Lozi) et mvubu (Xhosa, Swati et Zoulou) dans le sud ; kiboko (Swahili), ensherre (Nkore), tomondo (Nyaturu), nvubu (Luganda), ifuru (Luyia), emiria (Ateso), magawit (Sebei), kibei (Kalenjin) et olmakau (Maasai) dans la région des Grands Lacs ; :256 et ጉማርረ/gumarre (Amharique) et jeer (Somali) dans la corne de l’Afrique.

## Systématique

### Taxinomie

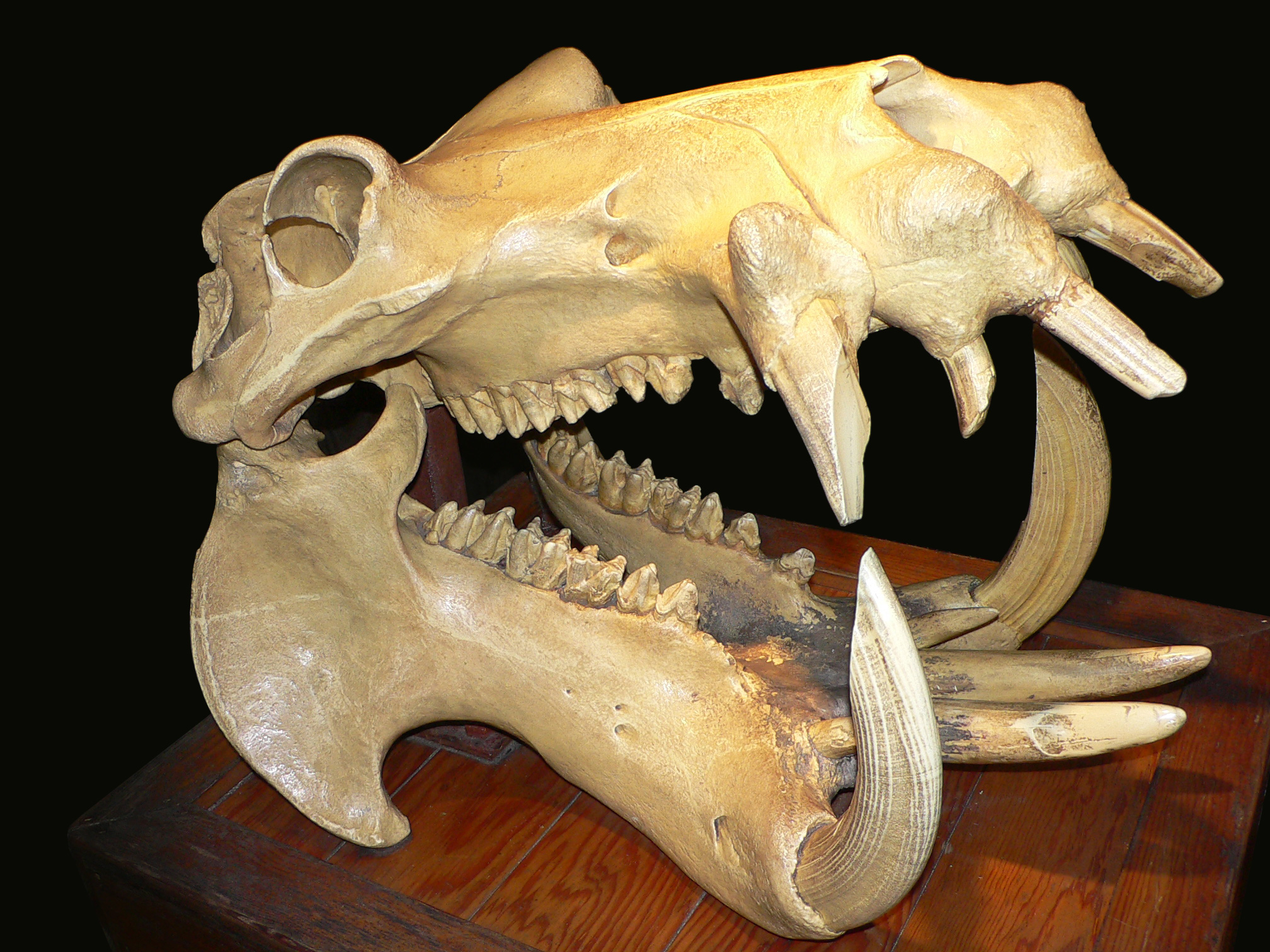
Un crâne d'hippopotame ; on distingue les imposantes incisives utilisées pour combattre.

Le genre Hippopotamus est le genre type de la famille des Hippopotamidae. L'Hippopotame nain appartient à un autre genre de cette même famille, suivant les sources Choeropsis ou Hexaprotodon. Parfois, on utilise la sous-famille des Hippopotaminae. Certains taxonomistes regroupent les hippopotames et les anthracothères dans la superfamille des Anthracotheroidea:39. Les Hippopotamidae sont classés parmi l’ordre des Artiodactyla. Parmi les autres artiodactyles on trouve les chameaux, le bétail, les cerfs et les cochons, bien que les hippopotames demeurent que très lointainement apparentés à ces animaux.

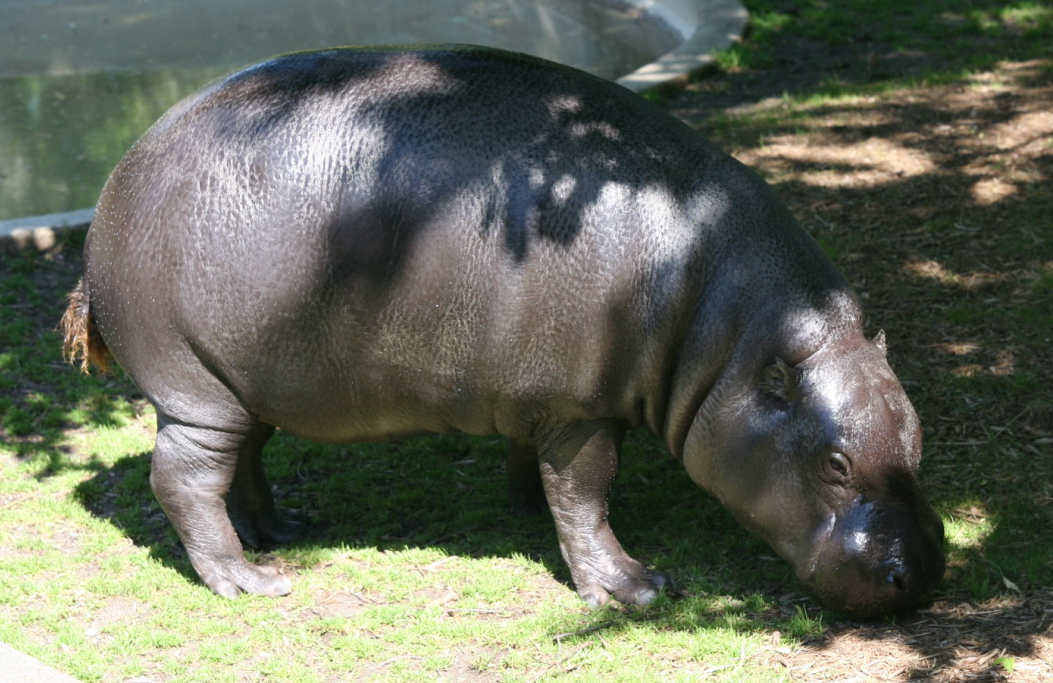
Un Hippopotame nain (Hexaprotodon liberiensis).

Cinq sous-espèces d’hippopotames ont été décrites à partir de différences morphologiques au niveau de leurs crânes et de leur emplacement géographique:3,:2 :
- le Grand hippopotame du Nord  ou Hippopotame du Nil H. a. amphibius – (la sous-espèce nominale) que l’on trouvait en Égypte, où elle est aujourd’hui éteinte, et au sud du Nil jusqu’en Tanzanie et au Mozambique ;
- l’Hippopotame d’Afrique de l’Est H. a. kiboko – au Kenya dans la région des Grands Lacs, et en Somalie dans la corne de l’Afrique. Il présente des naseaux plus larges et une région interorbitale plus creuse ;
- l’Hippopotame du Cap ou Hippopotame sud-africain H. a. capensis – que l’on trouve de la Zambie à l’Afrique du Sud, et qui a le crâne le plus aplati de toutes les sous-espèces ;
- l’Hippopotame d’Afrique de l’Ouest ou Hippopotame du Tchad H. a. tschadensis – que l’on trouve à travers l'Afrique de l'Ouest et comme son nom le suggère au Tchad, légèrement plus petit et avec une tête plus large, avec des orbites proéminentes ;
- l’Hippopotame d’Angola H. a. constrictus – en Angola, au sud de la République démocratique du Congo et en Namibie, qui présente une constriction pré-orbitale plus profonde.

Une étude récente d'Okello et al. (2005) a contribué à remédier à cela. En utilisant l'ADN mitochondrial des biopsies de peau prélevées dans 13 lieux d'échantillonnage, les auteurs ont examiné la diversité et la structure génétiques parmi les populations d'hippopotames à travers le continent. Cette étude a révélé que la différenciation génétique est basse mais significative parmi 3 des 5 groupes présumés - H.a. amphibius, H.a. capensis, H.a. kiboko. Si ces conclusions sont exactes, cela voudrait dire que les hippopotames communs au Kenya et en Somalie (kiboko), en Afrique du Sud (capensis de la Zambie à l'Afrique du Sud) et dans le reste des pays africains sub-sahariens (amphibius) représentent trois sous-espèces distinctes, avec H.a. amphibius comme groupe ancestral. Okello  et al. ont établi également que les hippopotames communs ont connu en Afrique une expansion démographique importante au cours du Pléistocène et ultérieurement, expansion qu'ils attribuent à une augmentation des étendues d'eau à la fin de cette époque,.

### Fossiles

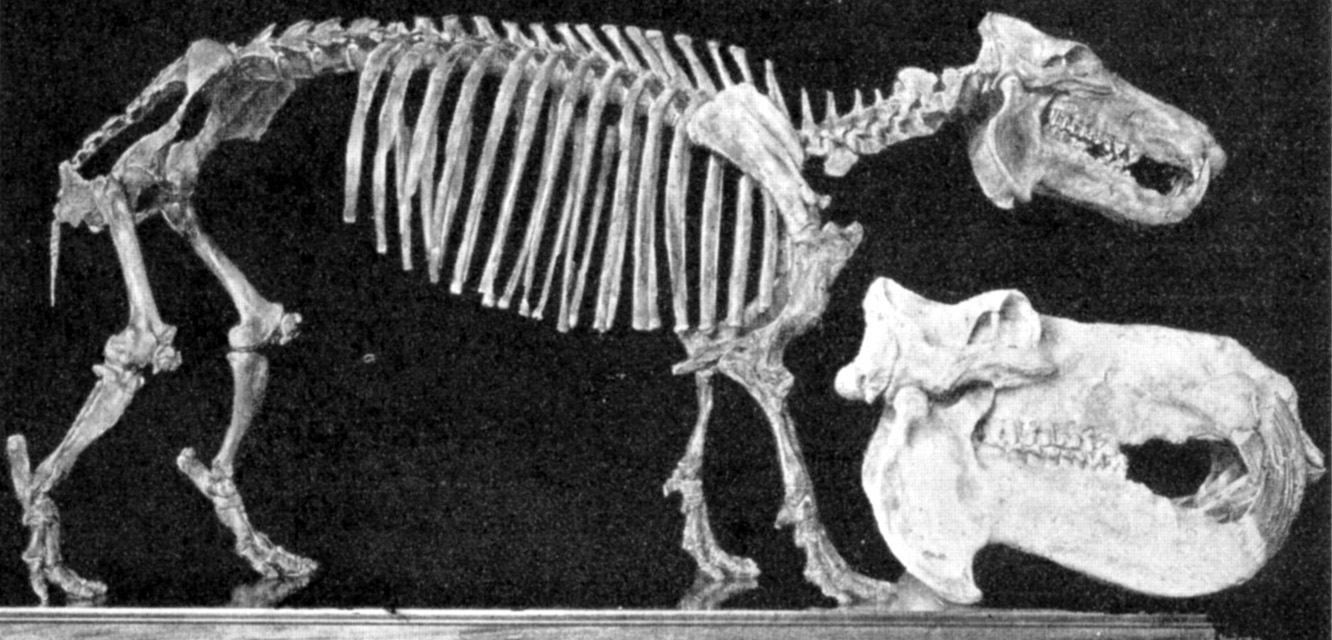
Squelette de Choeropsis madagascariensis avec le crâne d’un hippopotame moderne.

Trois espèces d'hippopotames malgaches se sont éteintes durant l’Holocène à Madagascar, l’une d’entre elles il y a moins de 1 000 ans. Les hippopotames malgaches étaient plus petits que les hippopotames modernes, certainement du fait du nanisme insulaire. Des preuves fossiles indiquent que plusieurs hippopotames malgaches ont été tués par l’Homme, et que celui-ci aurait donc pu jouer un rôle dans son extinction. Des membres isolés d’hippopotames malgaches ont pu survivre dans des poches jusqu’à récemment. En 1976 des villageois décrivent un animal vivant qu’ils appellent kilopilopitsofy, et qui aurait pu être un hippopotame.
Trois espèces d’hippopotames, l'hippopotame européen (H. antiquus), H. major et H. gorgops, vivaient en Europe continentale et dans les îles britanniques. Ces trois espèces se sont éteintes avant la dernière glaciation. Les ancêtres des hippopotames européens ont atteint plusieurs îles de la Méditerranée au cours du Pléistocène. Le Pléistocène a également vu diverses espèces naines se développer sur plusieurs îles de la Méditerranée, dont la Crête (H. creutzburgi), Chypre (H. minor), Malte (H. melitensis), et la Sicile (H. pentlandi). Parmi ces espèces, l’hippopotame nain de Chypre a survécu jusqu’à la fin du Pléistocène ou le début de l’Holocène. Des preuves découvertes sur un site archéologique, Aetokremnos, continuent à provoquer le débat pour déterminer si ces animaux avaient vécu avec des humains, et s’ils avaient été conduits à l’extinction par celui-ci,.

### Phylogénie

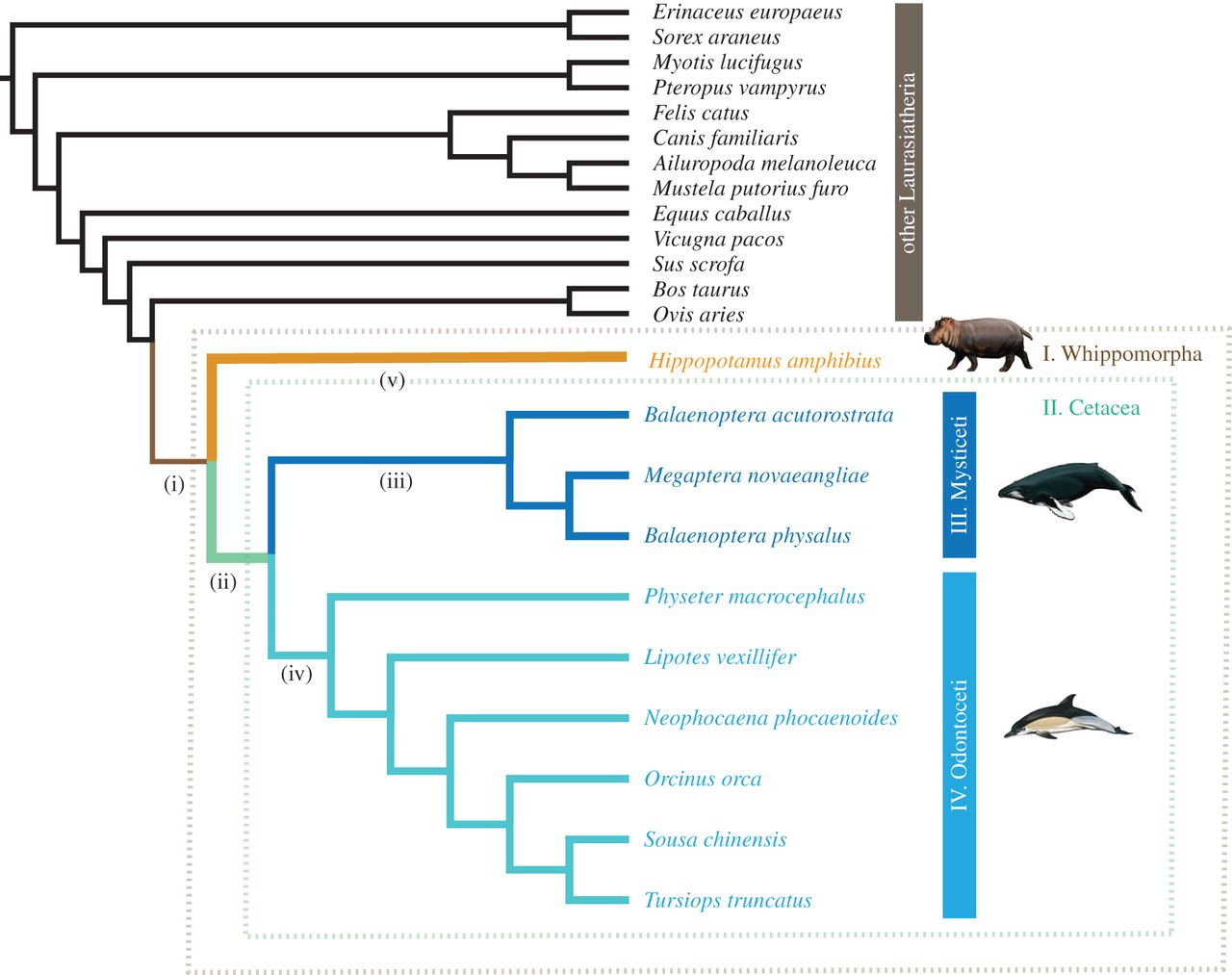
Relations évolutives entre les hippopotames et les cétacés (baleines, dauphins).

Jusqu’en 1909, les naturalistes plaçaient les hippopotames avec les cochons, en s’appuyant sur la forme de leurs molaires. Mais, par la suite, diverses études portant tout d’abord sur les protéines du sang, puis sur la phylogénétique moléculaire et l’ADN, et les fossiles, ont montré que les plus proches apparentés encore existant de ces animaux étaient les cétacés ; baleines, dauphins et marsouins. L’ancêtre commun des hippopotames et des baleines a divergé des Ruminantia et des autres ongulés, puis les lignées des cétacés et des hippopotames se sont séparées peu de temps plus tard,.
|              | Ruminantia                                                 |
|              |                                                            |
| Whippomorpha | \| \| Hippopotamidae \| \| \| \| \| \| Cetacea \| \| \| \| |
|              | \| \| Hippopotamidae \| \| \| \| \| \| Cetacea \| \| \| \| |
|              | Hippopotamidae                                             |
|              |                                                            |
|              | Cetacea                                                    |
|              |                                                            |

|  | Hippopotamidae |
|  |                |
|  | Cetacea        |
|  |                |

|              | Ruminantia                                                 |
|              |                                                            |
| Whippomorpha | \| \| Hippopotamidae \| \| \| \| \| \| Cetacea \| \| \| \| |
|              | \| \| Hippopotamidae \| \| \| \| \| \| Cetacea \| \| \| \| |
|              | Hippopotamidae                                             |
|              |                                                            |
|              | Cetacea                                                    |
|              |                                                            |

|  | Hippopotamidae |
|  |                |
|  | Cetacea        |
|  |                |

|              | Ruminantia                                                 |
|              |                                                            |
| Whippomorpha | \| \| Hippopotamidae \| \| \| \| \| \| Cetacea \| \| \| \| |
|              | \| \| Hippopotamidae \| \| \| \| \| \| Cetacea \| \| \| \| |
|              | Hippopotamidae                                             |
|              |                                                            |
|              | Cetacea                                                    |
|              |                                                            |

|  | Hippopotamidae |
|  |                |
|  | Cetacea        |
|  |                |

|              | Ruminantia                                                 |
|              |                                                            |
| Whippomorpha | \| \| Hippopotamidae \| \| \| \| \| \| Cetacea \| \| \| \| |
|              | \| \| Hippopotamidae \| \| \| \| \| \| Cetacea \| \| \| \| |
|              | Hippopotamidae                                             |
|              |                                                            |
|              | Cetacea                                                    |
|              |                                                            |

|  | Hippopotamidae |
|  |                |
|  | Cetacea        |
|  |                |

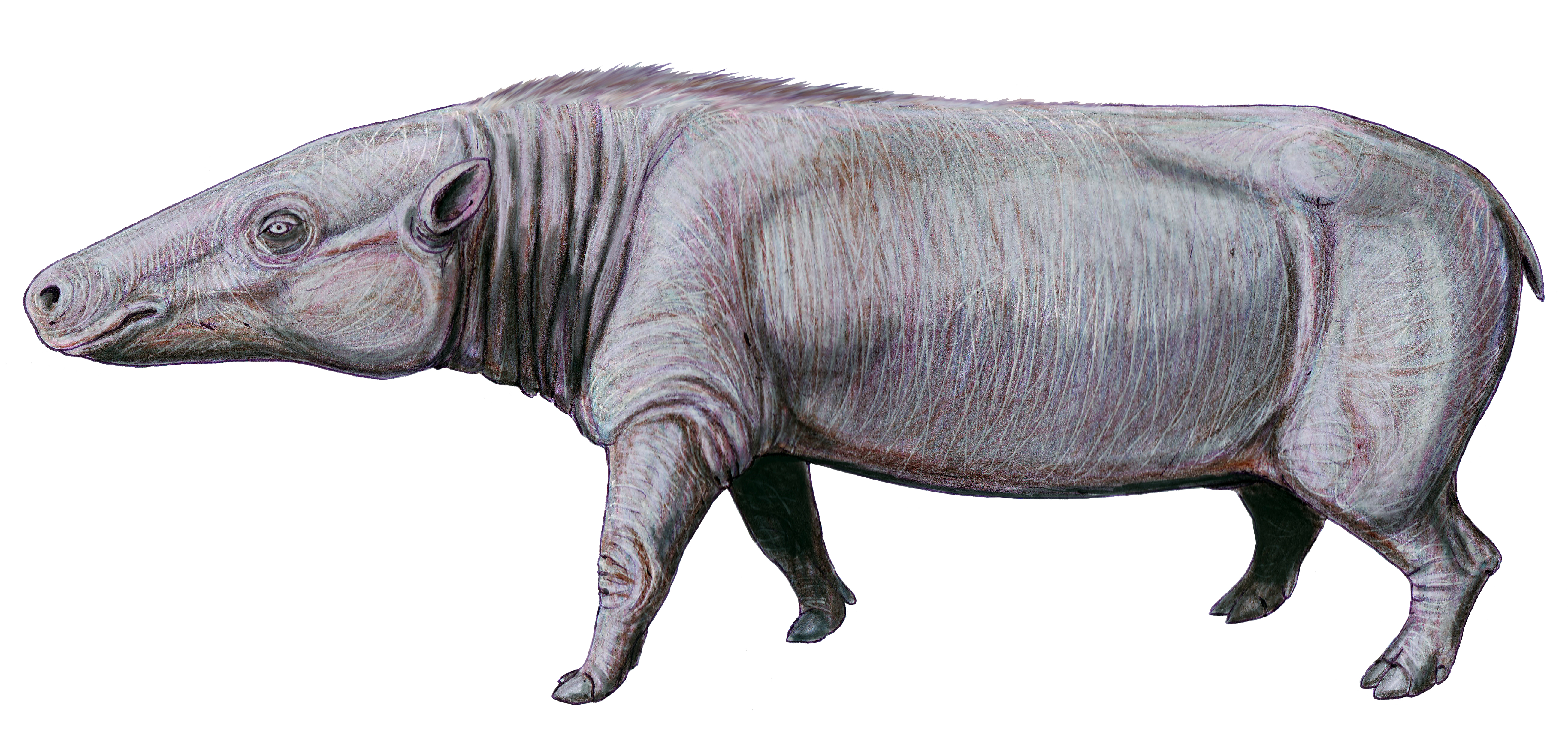
Anthracotherium magnum datant de l’Oligocène en Europe.

Les théories les plus récentes concernant l’origine des Hippopotamidae (hippopotamidés) suggèrent que les hippopotames et les baleines partageaient un ancêtre semi-aquatique commun qui a divergé des autres artiodactyles il y a environ 60 millions d’années,. Ce groupe ancestral hypothétique a ensuite formé deux branches il y a 54 millions d’années. Une branche a évolué pour former les cétacés, potentiellement à partir de 52 millions d’années avant notre ère, avec le genre Pakicetus et d’autres baleines primitives regroupées sous l’appellation Archaeoceti, qui ont complété leur adaptation au milieu aquatique pour devenir parfaitement aquatiques. L’autre branche a formé les Anthracotheriidae, une grande famille de quadrupèdes dont les plus anciens vivaient à la fin de l’Éocène et ressemblaient à des hippopotames avec une tête beaucoup plus petite et étroite. Toutes les branches des Anthracotheriidae, à l’exception de celle qui a évolué pour former les Hippopotamidae se sont éteintes durant le Pliocène sans laisser aucun descendant.
Une ébauche de lignée évolutive peut être tracée à partir des espèces de l'Éocène et de l’Oligocène : Anthracotherium et Elomeryx en passant par les espèces du Miocène Merycopotamus et Libycosaurus et par les derniers Anthracotheriidae au Pliocène. Merycopotamus, Libycosaurus et tous les hippopotamidés peuvent être considérés comme un même clade, Libycosaurus étant le plus proche des hippopotames. Leur ancêtre commun aurait vécu durant le Miocène, il y a 20 millions d’années. Les hippopotamidés sont ainsi classés dans la famille des Anthracotheriidae. Les Hippopotamidae ont probablement évolué en Afrique ; le plus ancien hippopotamidé connu est le genre Kenyapotamus, qui vivait en Afrique entre 16 et 8 millions d’années avant notre ère. Tandis que les espèces d’hippopotamidés se sont répandues un temps en Asie et en Europe, aucun hippopotame n’a jamais été découvert en Amérique, bien que divers genres d’Anthracotheriidae aient émigré vers l’Amérique du Nord au début de l’Oligocène. Entre 7,5 et 1,8 millions d’années avant notre ère, un ancêtre de l’hippopotame moderne, Archaeopotamus, vivait en Afrique et au Moyen-Orient.
Bien que l’on ne connaisse que peu de fossiles d’hippopotames, les deux genres actuels, Hippopotamus et Choeropsis (parfois appelé Hexaprotodon), pourraient avoir divergé il y a 8 millions d’années. Les taxonomistes ne sont pas d’accord sur la classification de l'hippopotame nain tantôt placé dans le genre Hexaprotodon ; un genre apparemment paraphylétique, qui comprend également plusieurs espèces d’hippopotames d’Asie aujourd’hui disparus, et plus étroitement apparenté à Hippopotamus – tantôt dans le genre Choeropsis, un genre plus ancien et basal,.

## L'Hippopotame amphibie et l'Homme

### Conservation

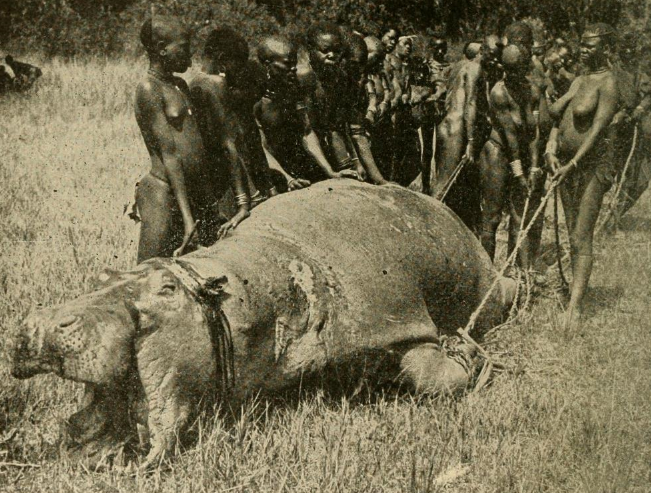
Membres d’une tribu ougandaise traînant un hippopotame à leur village pour le manger au début du XXe siècle.

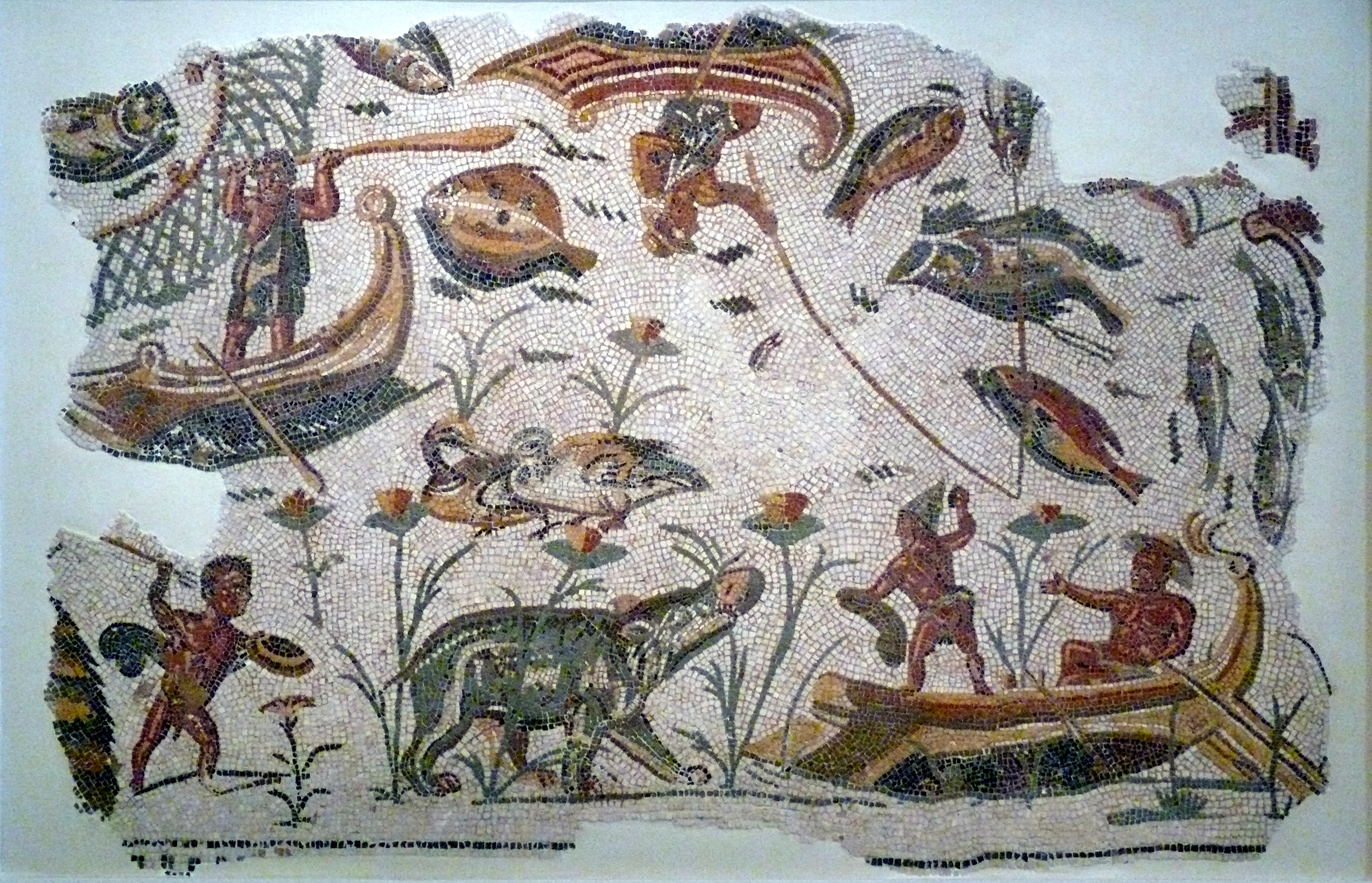
Mosaïque représentant un paysage du Nil avec des hippopotames et des pygmées.

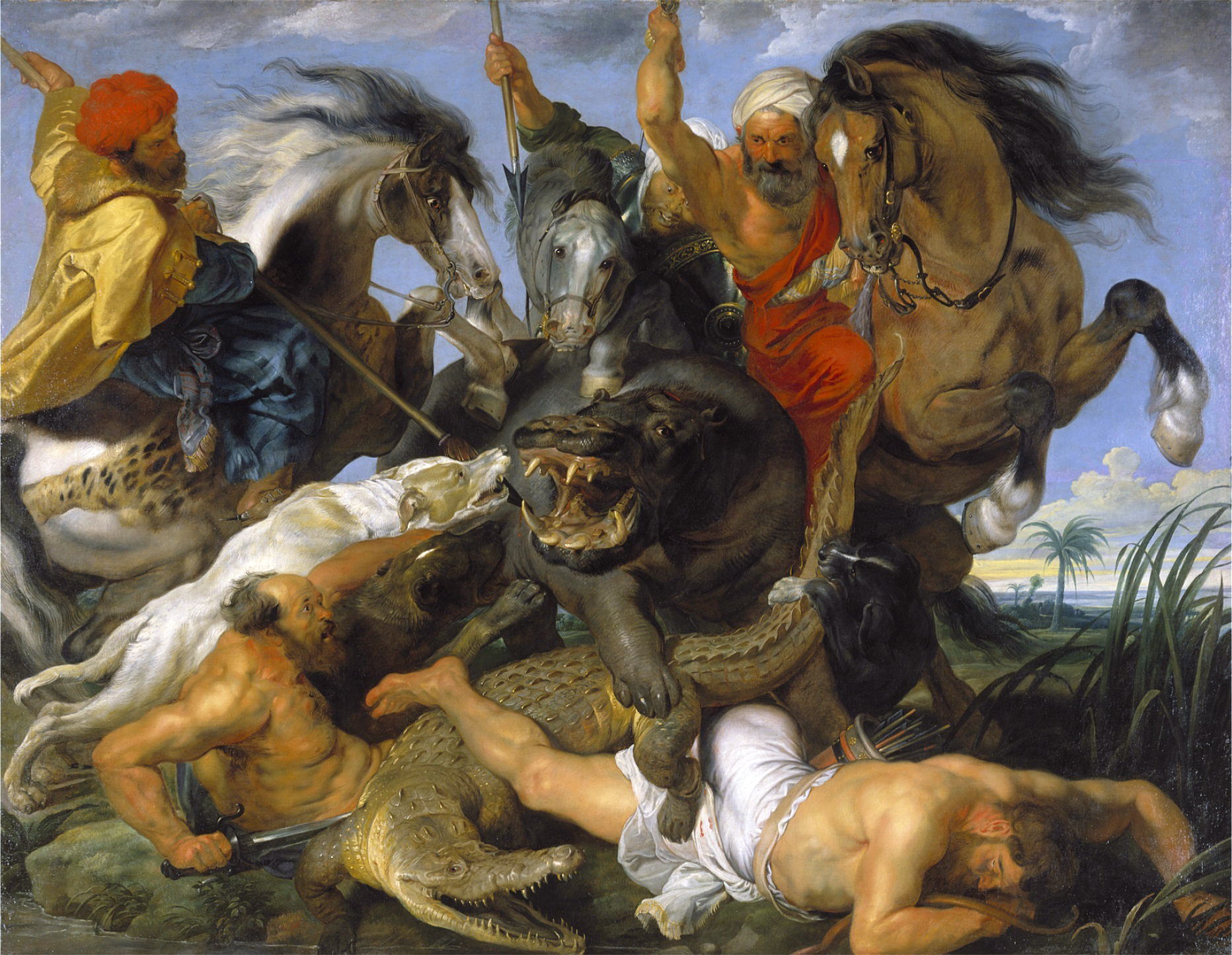
Chasse au crocodile et à l'hippopotame (1616), par Pierre Paul Rubens.

Des études génétiques laissent penser que les hippopotames communs en Afrique ont connu un accroissement de population important en Afrique durant le Pléistocène, que l’on attribue à une augmentation des points d’eau à la fin de cette ère. Cette découverte est à mettre en parallèle avec la situation actuelle, puisque les populations d’hippopotames sont aujourd’hui menacées dans le continent par la perte de leur accès à l’eau douce. Les hippopotames sont aussi victimes de la chasse et du braconnage. En mai 2006, l’hippopotame est identifié comme une espèce vulnérable sur la liste rouge de l'Union internationale pour la conservation de la nature (UICN), avec une population estimée à entre 125,000 et 150,000 hippopotames, un déclin de 7 % à 20 % par rapport à l’étude de l’UICN de 1996. La Zambie (40 000) et la Tanzanie (20 000–30 000) présente les plus grandes populations.
En 2005, la population d'hippopotames du parc national des Virunga en République démocratique du Congo était tombée à 800 ou 900 individus alors qu'elle en comptait environ 29 000 dans le milieu des années 1970, provoquant des inquiétudes quant à la survie de cette population,. Ce déclin est attribué aux dégâts causés par la Deuxième Guerre du Congo. On croit que les braconniers sont d'anciens rebelles Hutus, des soldats congolais mal payés et des milices locales,. Les braconniers chassent pour se nourrir, mais aussi pour le profit financier. La vente de viande d’hippopotame est illégale mais il est difficile d’enrayer le marché noir dont il fait l’objet dans le parc national des Virunga : la viande se vend si vite qu'il est difficile pour les fonctionnaires du WWF d'intervenir,. La viande d’hippopotame est considérée comme un mets délicat dans certaines régions d’Afrique centrale, et leurs dents sont devenues un substitut à l’ivoire d’éléphant.

### Attaques sur l’Homme
L’hippopotame amphibie est considéré comme une espèce très agressive et a souvent été vu chargeant et attaquant des bateaux. Ils peuvent faire chavirer les petites embarcations et blesser voire tuer leurs occupants, qui peuvent également être victimes du courant. Au Niger par exemple, en novembre 2014, un hippopotame a fait chavirer un bateau et causé la mort de 13 personnes. Comme les hippopotames peuvent se rendre dans les cultures proches des rivières et les ravager, les Hommes peuvent également entrer en conflits avec eux, ce qui peut causer des blessures et des morts des deux côtés.

### Hippopotame d'Amérique
En 1910, les États-Unis sont au bord de la crise : la population ne cesse de croître, il n'y a plus de nouvelles terres à exploiter et si rien n'est fait, une pénurie de viande sans précédent frappera le pays. Mais un petit groupe d'hommes a une solution, une idée audacieuse approuvée par l'ancien président Theodore Roosevelt et le New York Times. Leur plan : importer des hippopotames, les faire paître dans les bayous de la Louisiane, et convaincre les Américains de les manger,. Broussard[Qui ?] se justifiait en expliquant que les hippopotames allaient manger la Jacinthe d’eau invasive qui obstruait les rivières et produire de la viande pour résoudre le manque de nourriture qui frappait la population américaine,. S'il y a quelque chose d'encore plus étrange que cette idée, ce sont bien les deux hommes qui la promeuvent : Frederick Russell Burnham, un aventurier qui s'est battu dans les guerres apaches et les conflits coloniaux d'Afrique — Burnham a inspiré la création des boy-scouts —, et Fritz Joubert Duquesne, surnommé « la Panthère noire », un arnaqueur et saboteur qui ne croit en rien d'autre que la vengeance (sa famille Afrikaner ayant été décimée par les Britanniques lors de la seconde guerre des Boers) et la gloire,,,.
Il existe également une population d'hippopotames en Colombie, provenant de l'élevage privé du baron de la drogue déchu Pablo Escobar : après la ruine de son domaine, les animaux se sont dispersés dans la nature et en l'absence de prédateurs ou de compétiteurs sérieux, ont prospéré dans toute une région au nord-ouest de Bogota, avec une population en expansion d'au moins 60 individus.

### Mythes et littératures

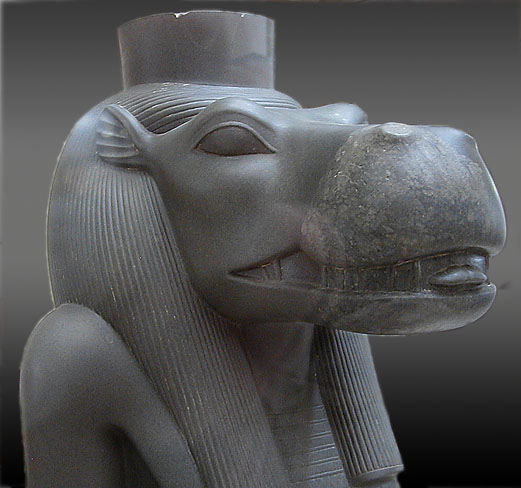
La déesse Taouret (Musée égyptien du Caire).

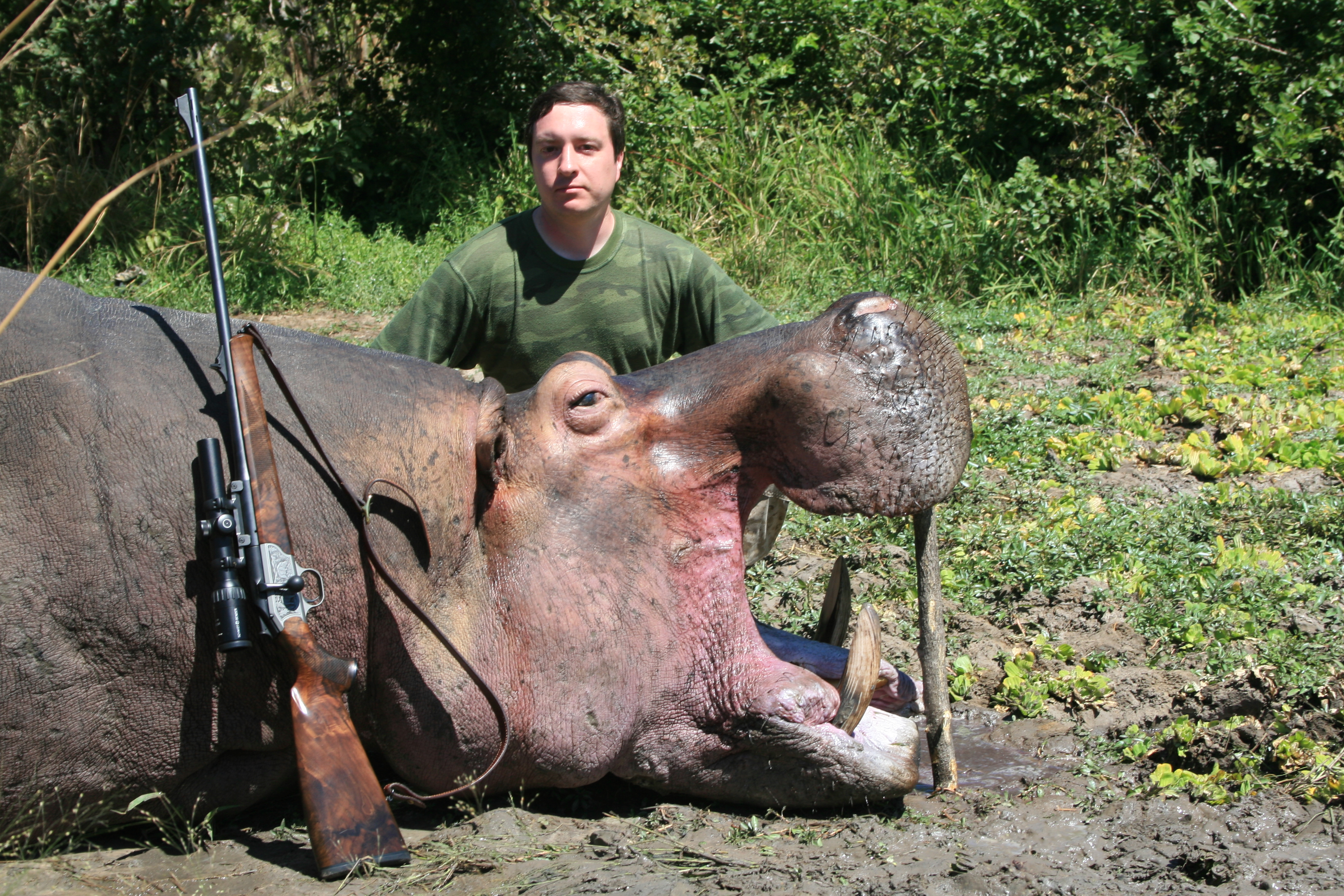
Hippopotame comme trophée de chasse.

La première preuve de relations entre les humains et les hippopotames retrouvée correspond à des traces de découpe sur des os d’hippopotames dans la formation de Bouri date d’environ 160 000 ans. Des peintures et gravures ultérieures montrant des hippopotames en train de se faire chasser ont été retrouvées dans des montagnes du centre du Sahara, datant de 4 000–5 000 ans, près de Djanet dans le Tassili n'Ajjer:1. Les anciens Égyptiens voyaient les hippopotames comme des résidents féroces du Nil.
L'animal, familier du Nil, prête son visage massif à Taouret (« La grande »), la déesse hippopotame du panthéon égyptien ; mais aussi au monstre Béhémoth des Hébreux (l'hippopotame étant craint pour son agressivité). Dans l'Égypte antique, l'hippopotame mâle est aussi un des visages de Seth, tout aussi agressif ; Horus et lui se muent en hippopotames pour se livrer à une compétition d'apnée.